# Russell megye (Alabama)
Russell megye az Amerikai Egyesült Államokban, azon belül Alabama államban található. Az állam délkeleti részén található Russell megyét "Erődök megyéjének" nevezik, mivel számos erőd létezett a határain belül, köztük Fort Mitchell, Fort Apalachicola, Sand Fort, Fort Bainbridge és a mai Fort Moore egy kis része (amelynek nagy része Georgia államban található). Az 1987-ben alapított Fort Mitchell Nemzeti Temető sok délkeleti veterán végső nyughelye lett. Russell megye volt az otthona Horace King nek , egy rabszolgasorba esett afroamerikai mérnöknek és hídtervezőnek, aki számos délkeleti híd építését felügyelte. William P. Screws katonai és politikai személyiség Russell megyében született. Phenix City országos hírnévre tett szert, többek között szerepelt a The Phenix City Story című hollywoodi filmben, amikor Albert L. Patterson politikust és ügyvédet meggyilkolták a város szervezett bűnözésének felszámolására tett erőfeszítéseiért. A megyét egy héttagú választott bizottság irányítja, és két bejegyzett közösséget foglal magában. Megyeszékhelye és legnagyobb városa Phenix City. Lakosainak száma 59 183 fő (2020. április 1.). Russell megye Lee, Barbour, Bullock, Muscogee, Chattahoochee, Stewart és Macon megyékkel határos.

## Történet
Russell megyét Alabama állam törvényhozása hozta létre 1832. december 18-án; a jelenlegi földrajzi határokat azonban csak 1932-ben állapították meg. A megye az egykori krík indián területekből jött létre és számos indián falu, temető és halom maradványai még mindig láthatók. Russell megyét Gilbert C. Russell of Mobile ezredes tiszteletére nevezték el, egy amerikai katonatiszt, aki az 1813-1814-es Creek-i háborúban harcolt. Russell megye, valamint Alabama más részei korai betelepülése követte Fort Mitchell megalapítását. Az erődöt a georgiai milícia építette 1813-ban a krík háború idején, hogy katonai védelmet nyújtson a területen letelepedett nem indiánok számára. Russell megye korai telepeseinek többsége Georgiából, Carolinából és Virginiából érkezett. 1820-ban John Crowell politikus, versenylótenyésztő és indián ügynök költözött a területre, hogy a szövetségi kormányt képviselje a kríkek körében.
Russell megye első állandó települése, amelyet 1830-ban alapítottak, Glennville Beat volt. Más korai települések és városok közé tartozott Cottonton, Uchee, Sandfort, Hatchechubbee, Crawford, Hurtsboro és Girard. A columbusi csata , amelyre 1865. április 16-án került sor Girardban és Columbusban, Georgia államban, a polgárháború egyik utolsó szárazföldi csatája volt. Egy héttel azután harcoltak, hogy Robert E. Lee tábornok megadta magát a virginiai Appomattox Court House-ban a kommunikáció lassú üteme miatt. Az akció azzal ért véget, hogy James H. Wilson vezérőrnagy és csapatai elfoglalták a Girardot és Columbust összekötő két hidat, így bejutottak Georgia egész államába.
1832-ben Girard lett az első megyeszékhely. Egy raktár szolgált bíróságként 1832 és 1834 között, ekkor a megyeszékhelyet Crawfordba (korábbi nevén Crocketsville-be) helyezték át. Crawfordban 1842-ben egy állandó tégla bírósági épületet építettek, és 1868-ig használták, amikor is templommá vált. 1901-ben lebontották. 1868-ban a megyeszékhelyet Seale-be helyezték át, ahol egy tégla bírósági épületet építettek. 1926-ban Russell megye kettős megyeszékhelyet hozott létre Seale-ben és Phenix Cityben. A két város adminisztratív feladatait megosztotta 1934-ig, amikor is Phenix City lett az egyetlen megyeszékhely. A seale-i bíróság számos funkciót töltött be 1934 után, többek között iskolai tornateremként és gyülekezeti házként. 1974-ben az épületet felújították, és ma közösségi csoportok találkozóhelyeként szolgál, és ad otthont a város természetrajzi gyűjteményének.

## Népesség
A 2020-as népszámlálási becslések szerint Russell megye lakossága 57 938 volt. A válaszadók 47,8 százaléka fehérnek, 44,9 százaléka afroamerikainak, 5,6 százaléka spanyol ajkúnak, 3,3 százaléka két vagy több rasszúnak, 1,2 százaléka ázsiainak, 0,1 százaléka hawaiinak vagy csendes-óceáni szigetlakónak és 0,1 százaléka indiánnak vallotta magát. A megyeszékhely Phenix City a megye legnagyobb városa, becsült lakossága 34 461. További jelentős népesedési központok közé tartozik Ladonia és Hurtsboro. A háztartások medián jövedelme 42 208 dollár volt, szemben az állam egészére vonatkozó 52 035 dollárral, az egy főre jutó jövedelem pedig 24 300 dollár volt, szemben az állam egészének 28 934 dollárjával.
A megye népességének változása:
| Lakosok száma | 53 246 | 55 008 | 57 721 | 59 585 | 59 660 | 59 183 |
|               | 2010   | 2011   | 2012   | 2013   | 2015   | 2020   |

## Gazdaság
A legtöbb alabamai megyéhez hasonlóan Russellben is a gazdálkodás volt az uralkodó foglalkozás egészen a huszadik századig. A megye fő mezőgazdasági terménye  a gyapot , a kukorica és a szarvasmarha volt. A Chattahoochee folyó és Georgia piacaihoz való könnyű hozzáférés révén azonban a hajózás és más közlekedési módok Russell gazdaságának fontos részévé váltak a XIX. és a XX. században. Amikor a folyót az 1940-es években duzzasztották, a vízenergia az ipar fejlődéséhez vezetett, beleértve a textilgyártást is . A textilipar hanyatlása után az államban sok lakos kapott munkát az orvosi iparban, főként a Georgia állambeli Columbusban. A Columbus State University szintén jelentős munkaadó.

## Foglalkoztatás
A 2020-as népszámlálási becslések szerint Russell megyében a munkaerő a következő ipari kategóriák között oszlik meg:
- Oktatási szolgáltatások, valamint egészségügyi és szociális segélyek (20,3 százalék)
- Kiskereskedelem (15,0 százalék)
- Feldolgozóipar (13,9 százalék)
- Művészetek, szórakoztatás, rekreáció, valamint szállás- és étkezési szolgáltatások (8,9 százalék)
- Szakmai, tudományos, gazdálkodási, valamint adminisztratív és hulladékgazdálkodási szolgáltatások (8,8 százalék)
- Pénzügy és biztosítás, valamint ingatlan, bérbeadás és lízing (8,2 százalék)
- Közigazgatás (7,6 százalék)
- Építőipar (5,9 százalék)
- Szállítás és raktározás, valamint közművek (4,8 százalék)
- Egyéb szolgáltatások, kivéve a közigazgatást (3,6 százalék)
- Információ (1,1 százalék)
- Nagykereskedelem (1,0 százalék)
- Mezőgazdaság, erdőgazdálkodás , halászat és vadászat , valamint kitermelő (0,9 százalék)

## Oktatás
A Russell megyei iskolarendszer nyolc általános és középiskolát felügyel; a Phenix City School System pedig három általános és középiskolát felügyel. A Troy Egyetem Phenix City ága üzleti, tanácsadási, oktatási és ápolói diplomákat kínál. A Chattahoochee Valley Community College , egy kétéves intézmény, amely szintén Phenix Cityben található, tudományos, műszaki és szakmai programokat kínál.

## Földrajz
A 639 négyzetmérföldet felölelő Russell megye teljes egészében a Coastal Plain fiziográfiai szakaszán belül található , és alacsony, hullámzó agyagdombokból, valamint homokos fenekű folyókból és patakokból áll. Russell megyét keleten Georgia, északon Lee megye , nyugaton Macon és Bullock megye, délen pedig Barbour megye határolja .
A Chattahoochee folyó a megye keleti határa mentén húzódik, és a folyó számos mellékfolyója az egész megyét átszeli. Mivel a Chattahoochee folyó az egyik leginkább duzzasztott folyó délkeleten, fizikai és biológiai rendszerei súlyosan megváltoztak az elmúlt fél évszázadban. A folyó általános biológiai sokfélesége csökkent, és több hal- és kagylófaj is veszélyben van.
Az USA 80-as és 431-es autópályái Russell megye fő közlekedési útvonalai. Az US Highway 80 kelet-nyugati irányban halad át a megye legészakibb részén. A 431-es US Highway északkelet-délnyugat irányú, a megye közepén halad át. Russell megyében nincsenek nyilvános repülőterek , de a Georgia állambeli Columbus repülőtere könnyen elérhető.

## Események és látnivalók
Russell megyében számos kikapcsolódási lehetőség és történelmileg fontos helyszín található. A Phenix City Amphitheatre a Chattahoochee folyó nyugati partján található. Az 1500 fő befogadására alkalmas amfiteátrum egész évben számos civil és kulturális eseménynek ad otthont. Az amfiteátrum a RiverWalk sétány és kerékpárút rögzítési pontjaként is szolgál.
A Russell Megyei Történelmi Bizottság Fort Mitchell történelmi helyszíne nyitva áll a nagyközönség számára, és magában foglalja John Crowell eredeti dogtrot kabinját. A Nyugat kapujaként ismert Fort Mitchell jelentős szerepet játszott a régió településtörténetében, és kiindulópont volt a Creek indiánok kényszerű eltávolításához a régióból. A látogatók bejárhatják az 1813-ban épült erődöt védőárokkal, 12 méter magas palánkkal, házakkal és laktanyával. A Chattahoochee Indian Heritage Center az eredeti erőd helyének közelében található, és a délkeleti indiánok hozzájárulását és történelmét dokumentáló kijelzőket kínál.
A Phenix Cityben található East Alabama Motor Speedway hat osztályú bajnoki autóversenynek ad otthont minden szombat este márciustól októberig. A különleges események közé tartoznak a bontási derbik, a tűzijátékok és a sprint-autóversenyek. A szintén Phenix Cityben található Idle Hour Park falfestménye 28 láb magas és 140 méter hosszú, és az 1940-es évek Phenix City életét ábrázolja. A falfestmény körhinta, vonatok, korcsolyázás, állatkert, táncterem és óriáskerék jeleneteit tartalmazza. Russell megye minden évben számos fesztiválnak ad otthont. A Thunder on the Hooch egy július 4-i extravagáns, amely a Chattahoochee folyó mindkét oldalán játszódik Columbusban, Georgia államban és Phenix Cityben. A rendezvény zenét, játékokat, farsangi túrákat, ételeket, művészeteket és kézműves foglalkozásokat, valamint tűzijátékot foglal magában. Minden májusban Phenix City ad otthont a Hometown Hoedownnak, amely country zenei előadásokat, tértáncot, ételeket és játékokat foglal magában. Az éves művészeti fesztivál minden októberben Phenix Cityben zajlik, és a helyi művészek és kézművesek munkáját népszerűsíti.